# Declaración de Derechos de 1689

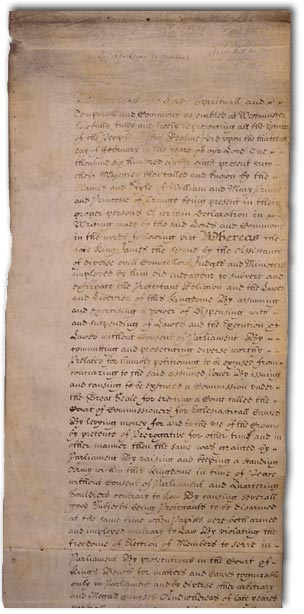
La Bill of Rights de 1689.

La Carta de Derechos o Declaración de Derechos de 1689 (en inglés Bill of Rights) es un acta del año 1689 que clarificaba la sucesión al trono Inglés
Esta acta, firmada por Guillermo de Orange como condición para acceder al trono limitaba el poder del monarca, en gran medida. Separando los poderes, creando la posición del primer ministro, elegido por el parlamento, entre muchas otras medidas.
El propósito principal de este texto era recuperar y fortalecer ciertas facultades parlamentarias ya desaparecidas o notoriamente mermadas durante el reinado absolutista de los Estuardo (Carlos II y Jacobo II). Constituye uno de los precedentes inmediatos de las modernas «Declaraciones de Derechos», incluyendo:
- el preámbulo de la Declaración de Independencia de los Estados Unidos (1776),
- la revolucionaria Declaración de los Derechos del Hombre y del Ciudadano (1789) y
- la internacional Declaración Universal de los Derechos Humanos (1948).

## La Revolución Gloriosa de 1688
La Declaración de Derechos de 1689, el Acta de exclusión de los católicos partidarios de los Estuardo de 1701 y el Acta de Unión de Inglaterra y Escocia de 1707 aseguraron el triunfo de una monarquía moderada y protestante en el nuevo Reino Unido de Gran Bretaña.
El nuevo Parlamento redacta una Declaración de derechos que recuerda las obligaciones y los deberes respectivos del Rey y el Parlamento.
1. El Rey no puede crear o eliminar leyes o impuestos sin la aprobación del Parlamento.
2. El Rey no puede cobrar dinero para su uso personal, sin la aprobación del Parlamento.
3. Es ilegal reclutar y mantener un ejército en tiempos de paz, sin aprobación del Parlamento.
4. Las elecciones de los miembros del Parlamento deben ser libres.
5. Las palabras del Parlamento no pueden obstaculizarse o negarse en ningún otro lugar.
6. El Parlamento debe reunirse con frecuencia.

La Declaración de derechos hizo que el Parlamento limitara los poderes de la nobleza, y en cuanto a la Iglesia, promulga la Toleration Act en mayo de 1689, que concede libertad religiosa, la libertad de culto público a los protestantes inconformistas o disidentes pero excluyendo a católicos y no-trinitarios, el derecho a abrir escuelas y el acceso a todas las funciones públicas. Se denomina "ley de tolerancia" y no de libertad religiosa, dado que en primera instancia Gran Bretaña tenía (y tiene) una religión oficial, que es la anglicana y se Tolera a ciertas personas que no son de dicha religión, pero no a los católicos, generando de esta manera la marginación de un determinado culto y no logra la "libertad religiosa" que hoy en día se considera.
Se determina que la reina legítima es la hija de Jacobo II, María II de Inglaterra, quien estaba casada con Guillermo III de Orange, de modo que se les proclama rey y reina en febrero de 1689, con la condición de que firmen la Declaración de Derechos, y acepten todos los cambios que conlleva: la monarquía constitucional, la democracia de sufragio censitario, basada en la soberanía de la nación (Edmund Burke señala que estas ideas y la de contrato social son extrañas a los objetivos e ideales de la Revolución Gloriosa). Estas ideas sustituyen a la monarquía hereditaria y absoluta de derecho divino.

## Libertad religiosa y equilibrio de poderes entre el Rey y el Parlamento.
La Triennal Act, aprovechando la ausencia del Rey, que visita mucho el continente, el rey no puede verse privado del Parlamento por más de tres años (así el Rey no puede prorrogar una asamblea dócil).
En 1695 el Parlamento vota la libertad de expresión para periódicos y libelos, ampliando así la participación de la opinión pública en la vida política.
La siguiente reina, Ana (1702–1714), es muy popular, inglesa y anglicana. Los tories quieren abolir la Tolerancy Act y separarse de Escocia, pero los whigs tienen la mayoría en las elecciones de 1705, de modo que aprueban la Union Act (1707) que supone la unión política de ambos reinos escocés e inglés, bajo el nombre de Reino Unido de Gran Bretaña.
La creación de un Banco de Inglaterra (1694) y de un ministerio de comercio (Board of Trade), que consiguiera ventajas comerciales, aseguran una época de desarrollo del capitalismo.
La intelectualidad refleja estos cambios (Newton, Pope, Leibniz, Swift). Finalmente, John Locke, con sus Dos tratados sobre el gobierno civil (1689), da a la experiencia inglesa una repercusión que sacudirá a Europa en el siglo siguiente.